# 째우
째우(라오어: ແຈ່ວ)는 라오스의 디핑 소스이다.

## 종류
- 째우 남 뿌(ແຈ່ວນ້ຳປູ)
- 째우 막렌(ແຈ່ວໝາກເລັ່ນ)
- 째우 봉(ແຈ່ວບອງ)
- 째우 솜(ແຈ່ວສົ້ມ)
- 째우 후어시카이(ແຈ່ວຫົວສີໄຄ)

## 같이 보기
- 남 프릭